# Uxmal
Uxmal è un importante sito archeologico maya situato in Messico, nella penisola dello Yucatán, a circa 78 km da Mérida e a 170 km da Campeche.
Il sito è stato proclamato patrimonio dell'umanità dall'UNESCO.

## Storia

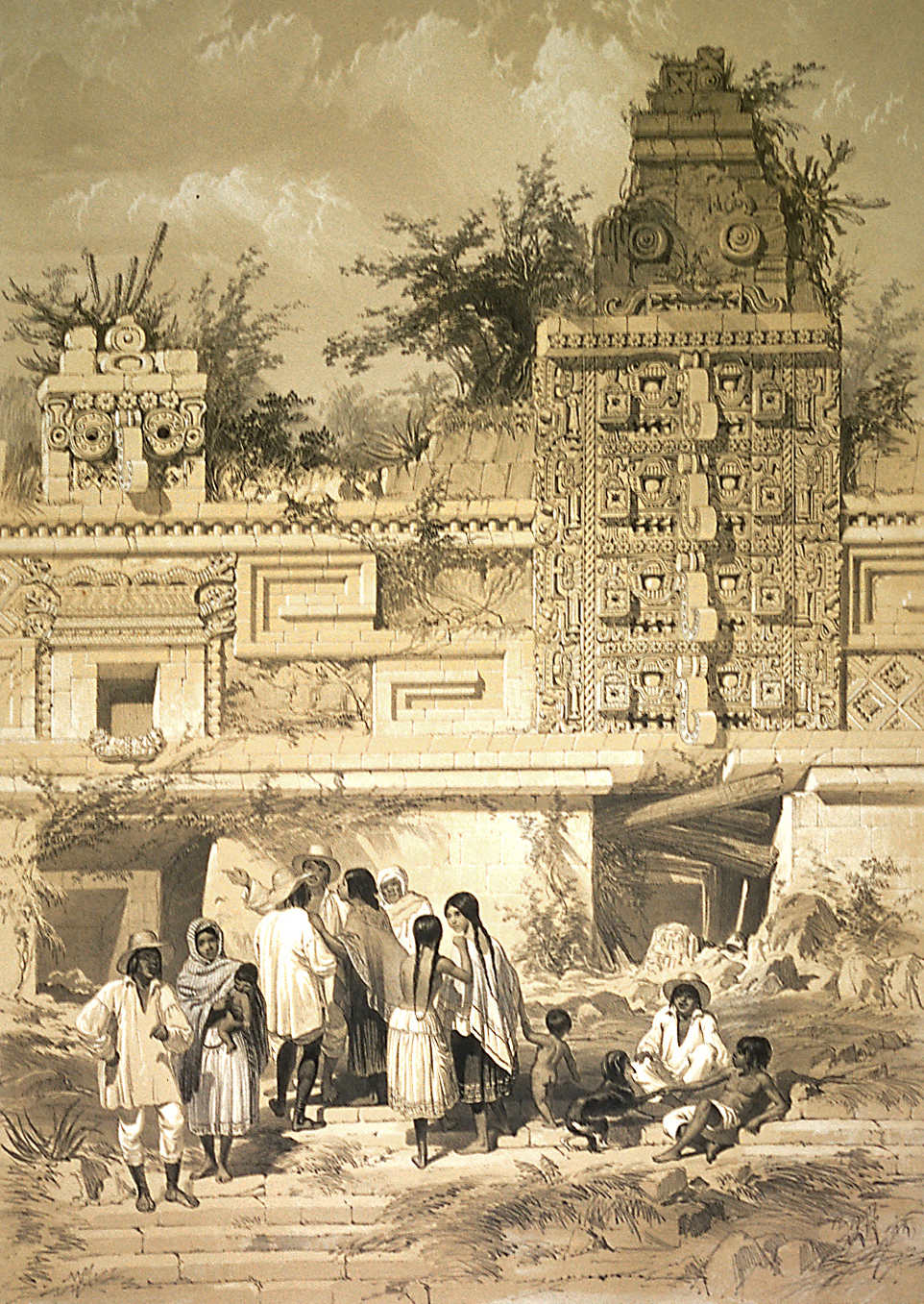
La facciata del Cuadràngulo de las Monjas di Uxmal.
Illustrazione di F.Catherwood - 1844.

Uxmal, che nell'antica lingua maya significa "Tre volte ricostruita", fu fondata intorno al VI secolo d.C. e raggiunse il suo massimo sviluppo nel Periodo Classico della civiltà maya, divenendo il principale centro cerimoniale della civiltà Puuc. Uxmal esercitava la sua egemonia sulle vicine città di Kabah, Sayil, Xlapak e Labná, alle quali era collegata da un sistema di strade (sacbé), spezzoni delle quali sono tuttora esistenti.
Intorno al 900 d.C. iniziò il declino della città, che fu infine abbandonata, probabilmente a seguito di una crisi di approvvigionamento idrico, legata ad un prolungato periodo di estrema siccità.
Il sito è rimasto sepolto sotto una fitta vegetazione sino alla sua riscoperta da parte degli archeologi nel XIX secolo.
La prima descrizione dettagliata delle rovine è opera di Jean Frederic Waldeck nel 1838. John Lloyd Stephens e Frederick Catherwood compirono due approfondite spedizioni ad Uxmal nei primi anni quaranta, documentando le loro scoperte con dettagliate ricostruzioni iconografiche.
Il primo intervento del governo messicano per consolidare il sito e prevenire il rischio di crolli è del 1927. Nel 1930 Frans Blom guidò una spedizione della Tulane University realizzando un plastico del Cuadràngulo de las Monjas, che fu messo in mostra all'Esposizione Universale del 1933 a Chicago (Illinois).

## Descrizione del sito
Il sito di Uxmal presenta un ottimo stato di conservazione delle strutture e rappresenta un esempio di architettura maya eguagliato in bellezza solo dal sito di Palenque. Lo stile Puuc è predominante e colpisce soprattutto la ricchezza e l'eleganza delle decorazioni.
Tra gli elementi architettonici più significativi del sito vanno inclusi:

### Piramide dell'indovino

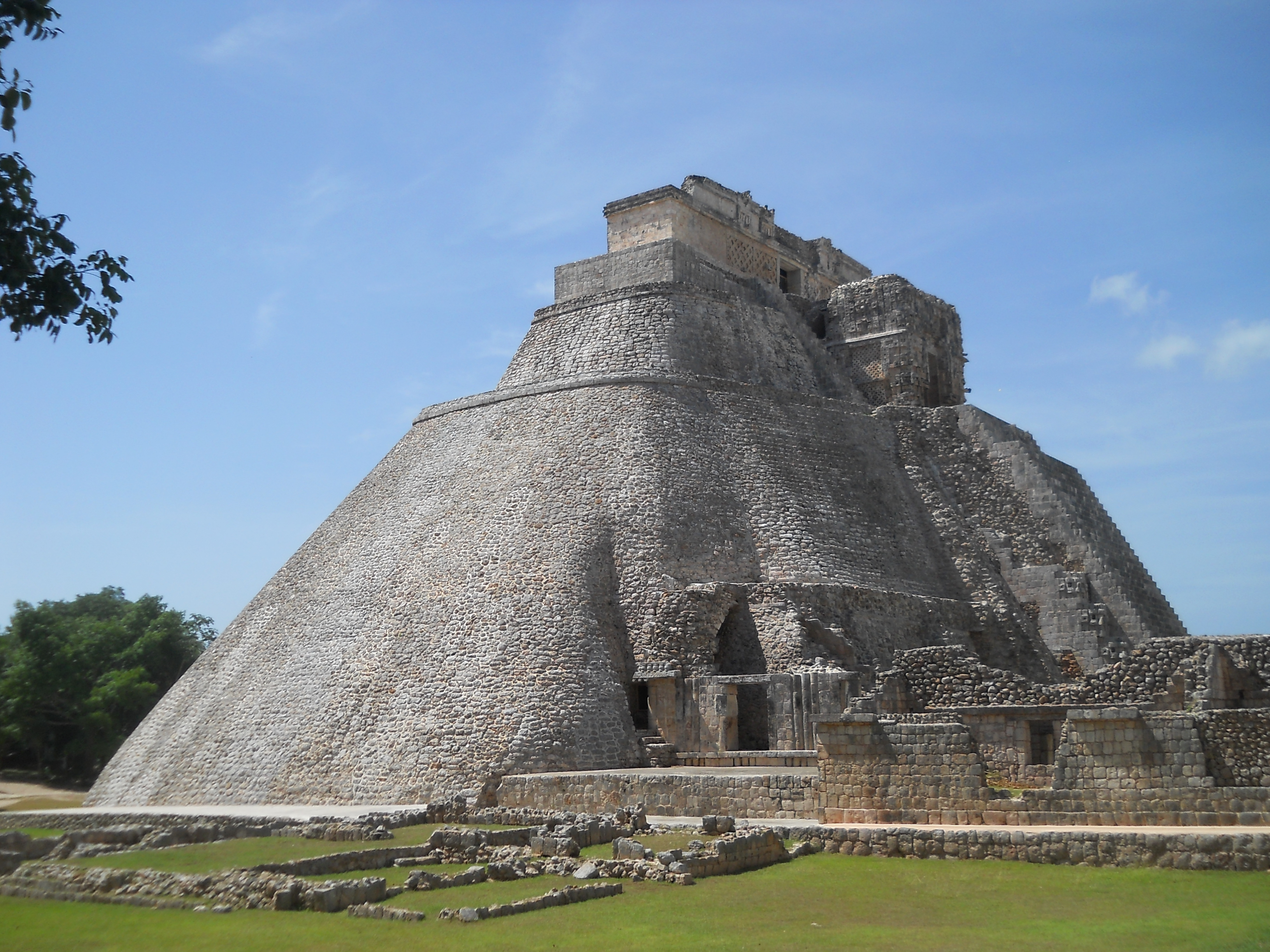
Piramide dell'Indovino (fronte)

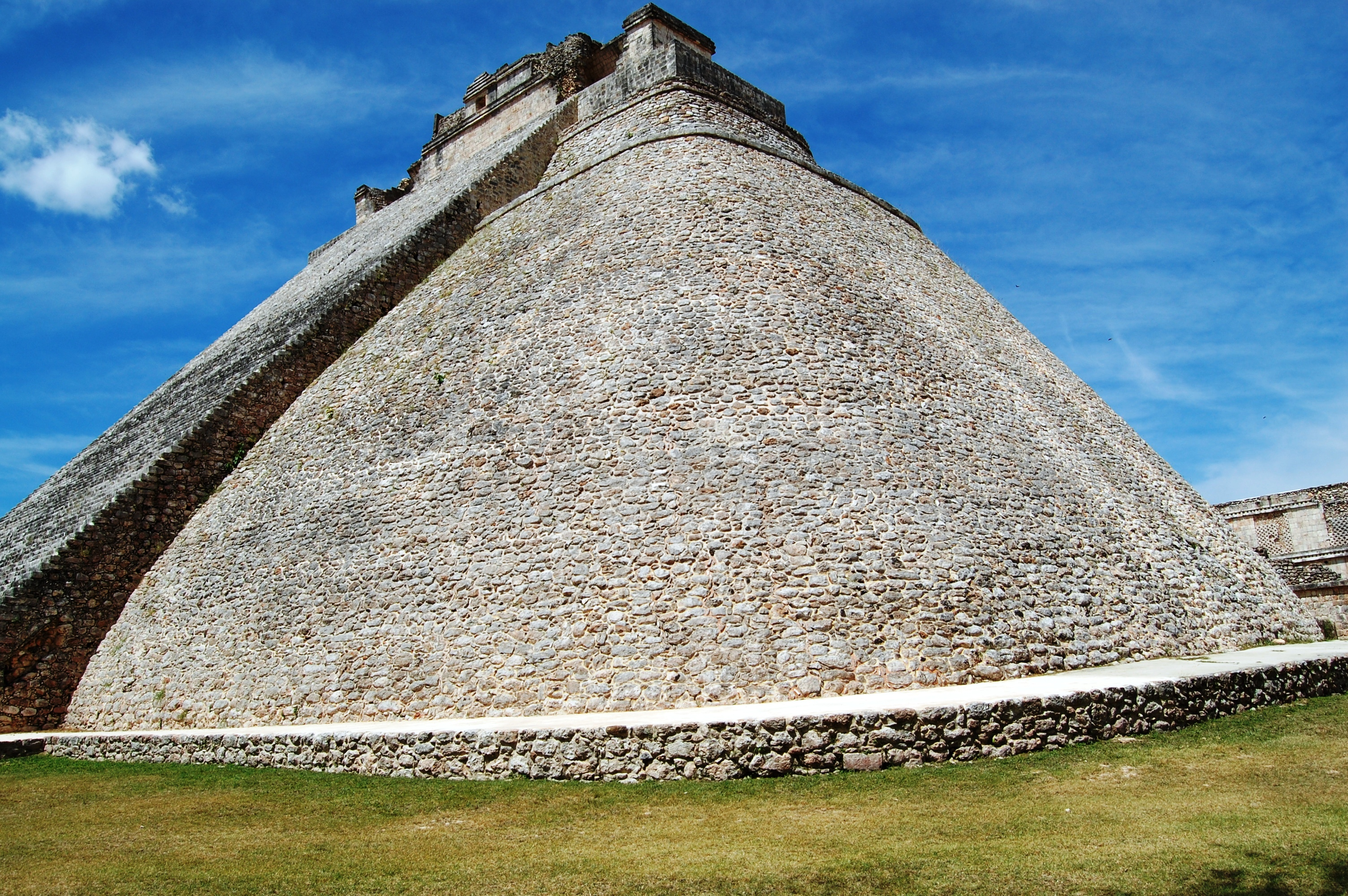
Piramide dell'Indovino (retro)

La Piramide dell'indovino (Piramide del Adivino) è senz'altro l'elemento architettonico più originale del sito. Secondo la leggenda, sorse in una sola notte grazie alle magie di un nano.
Si tratta di un tempio piramidale a base ellittica alto circa 30 m, risultato di cinque diverse fasi successive di edificazione; si ritiene che il primo livello del tempio sia stato edificato intorno al 569 d.C. e che l'ultimo piano, la cosiddetta Casa dell'Indovino, sia stato completato nel X secolo. Una ripida scalinata a tre rampe, appartenente all'ultima fase di edificazione, conduce all'ingresso del tempio, situato sul IV livello di edificazione, rappresentato da una riproduzione della maschera di Chaac, il dio della pioggia.

### Quadrilatero delle Monache

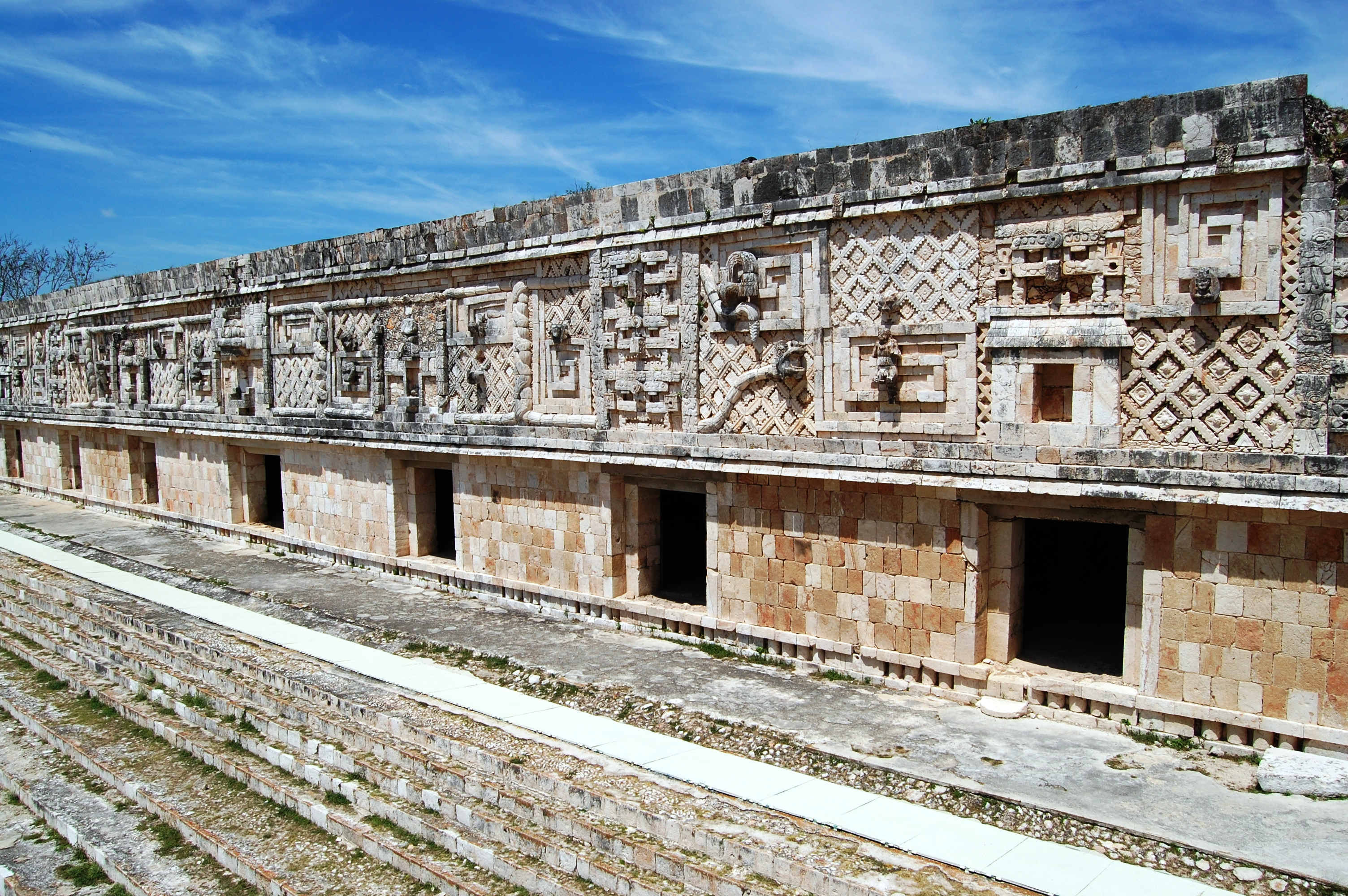
Facciata occidentale del Quadrilatero delle Monache

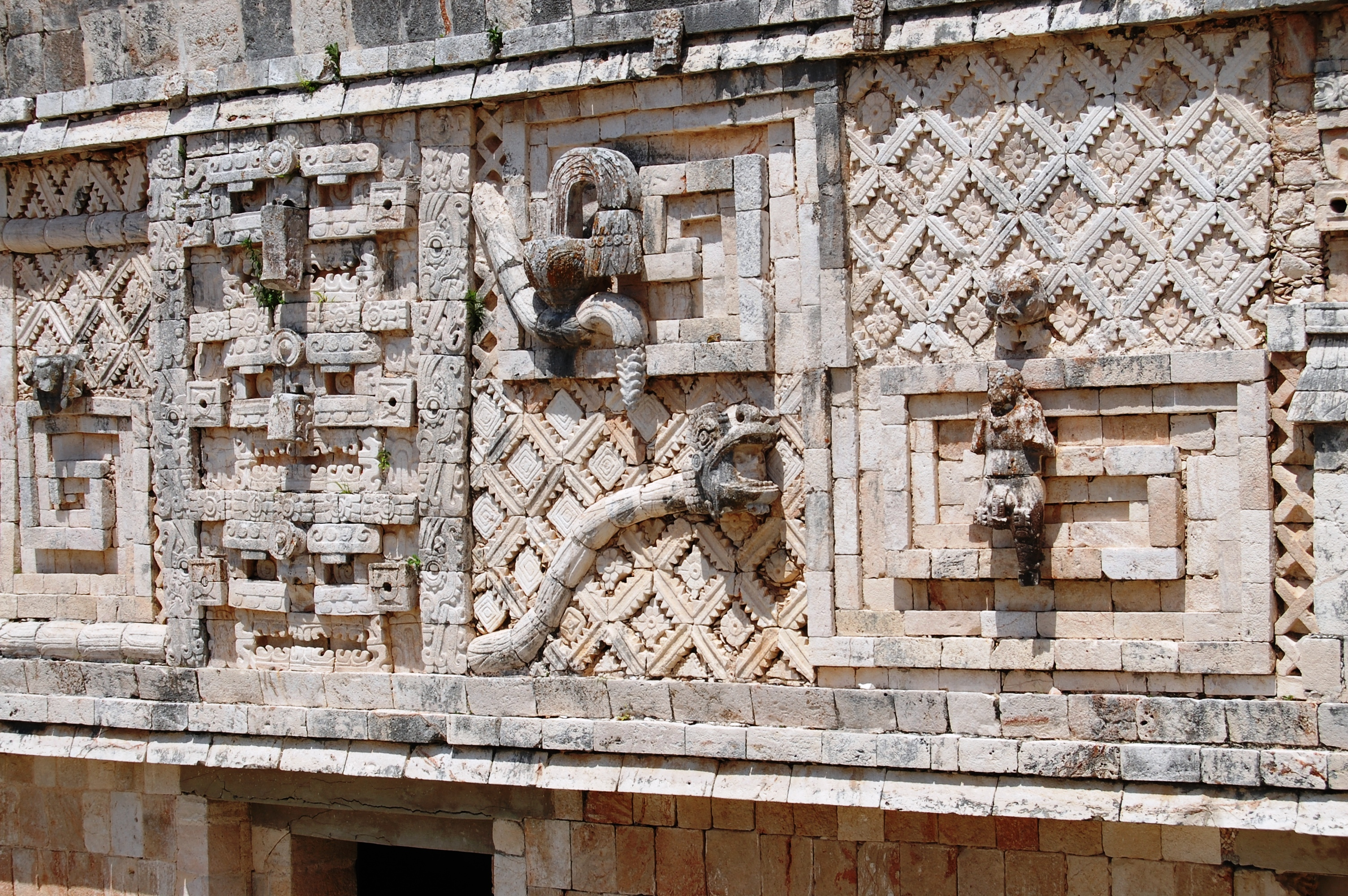
Quadrilatero delle Monache (dettaglio)

Il "Quadrilatero delle Monache" (Cuadrángulo de las Monjas) è l'elemento architettonico più maestoso ed elegante del sito.
Ubicato di fronte alla Piramide del Adivino, è formato da quattro edifici, con complessive 74 stanze, disposti a quadrilatero attorno ad un ampio spiazzo centrale. Erroneamente identificato dai conquistadores come un convento, da cui il nome spagnolo, si tratta in realtà di un complesso di edifici con funzioni di rappresentanza.
La facciata orientale presenta ricche decorazioni suddivise, secondo lo stile Puuc, in fasce orizzontali. Vi si alternano riproduzioni della maschera di Chaac, dio della pioggia, disegni geometrici ornati a traforo ed un motivo a grata, che percorre tutta la facciata, che raffigura, in forma stilizzata, le squame di due serpenti intrecciati, rappresentazione del dio Quetzalcoatl.

### Campo del gioco della palla

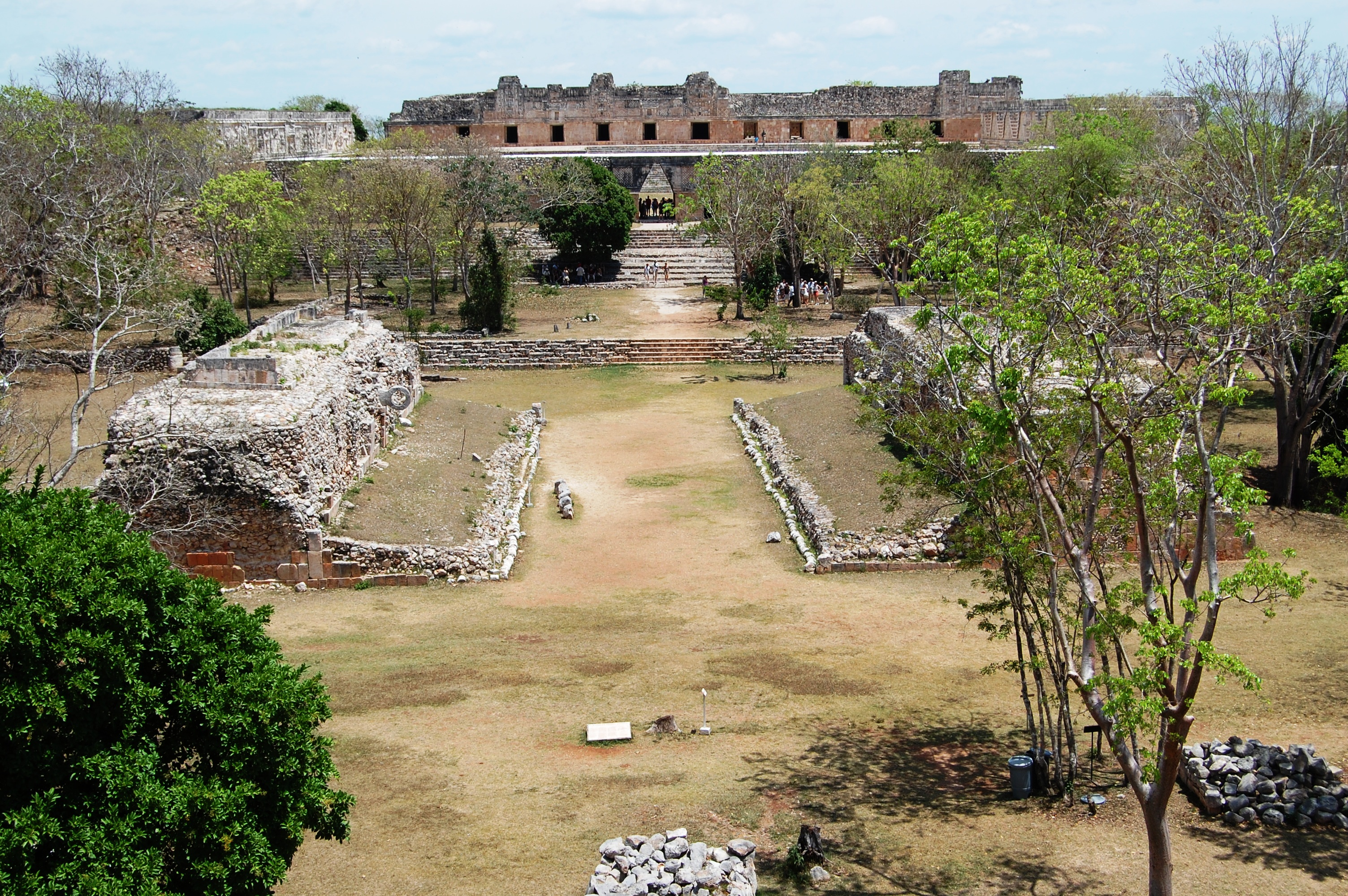
Juego de la pelota.
Sullo sfondo il Cuadràngulo de las Monjas

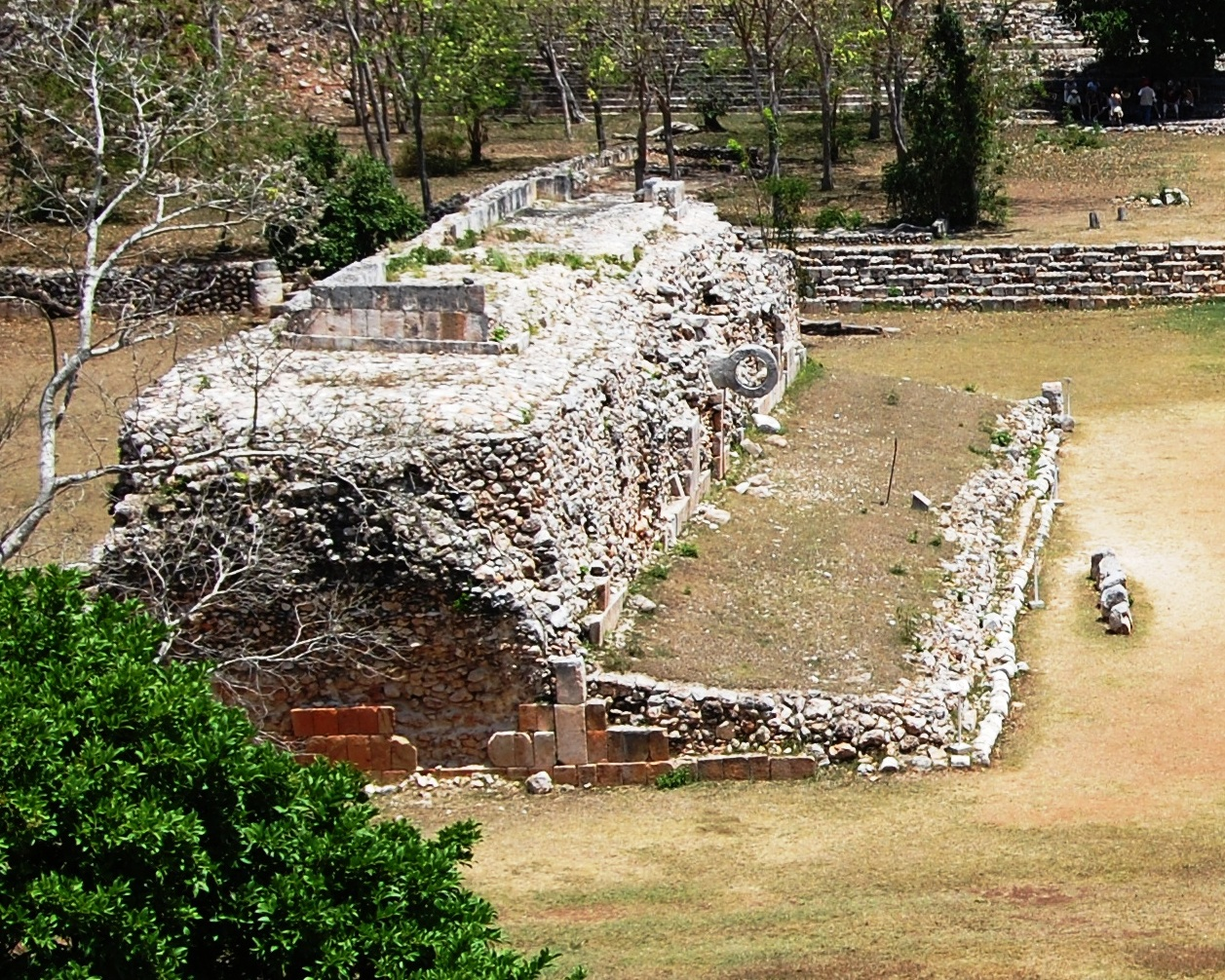
Tribuna occidentale

Il "Campo del gioco della palla" (Juego de la pelota), ubicato tra il Cuadràngulo de las Monjas, a nord, e il Palacio del Gobernador, a sud, il campo del gioco della palla di Uxmal è l'unica struttura del genere nella regione Puuc. Quanto a dimensioni e stato di conservazione non regge il confronto con analoghe strutture presenti in altri siti maya, quali per esempio quello di Chichén Itzá. Consta di un quadrilatero erboso, delimitato a est e a ovest da due tribune laterali, sul basamento delle quali si trovano due anelli di pietra attraverso i quali andava fatta passare la palla. Dalle iscrizioni presenti sugli anelli si deduce che la struttura risale al VII secolo d.C.

### Palazzo del Governatore

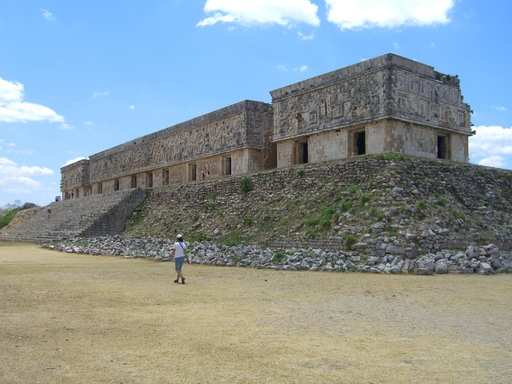
Facciata principale del Palazzo del Governatore

Il "Palazzo del Governatore" (Palacio del Gobernador) è una delle strutture più importanti dell'architettura Puuc, mantenutasi in ottimo stato di conservazione. Poggia su un'ampia piattaforma piramidale alta 18 metri ed è composto da tre edifici: uno centrale lungo circa 55 m e due laterali di circa 15 m, collegati fra loro da due grandi archi, probabilmente eretti in epoca successiva.

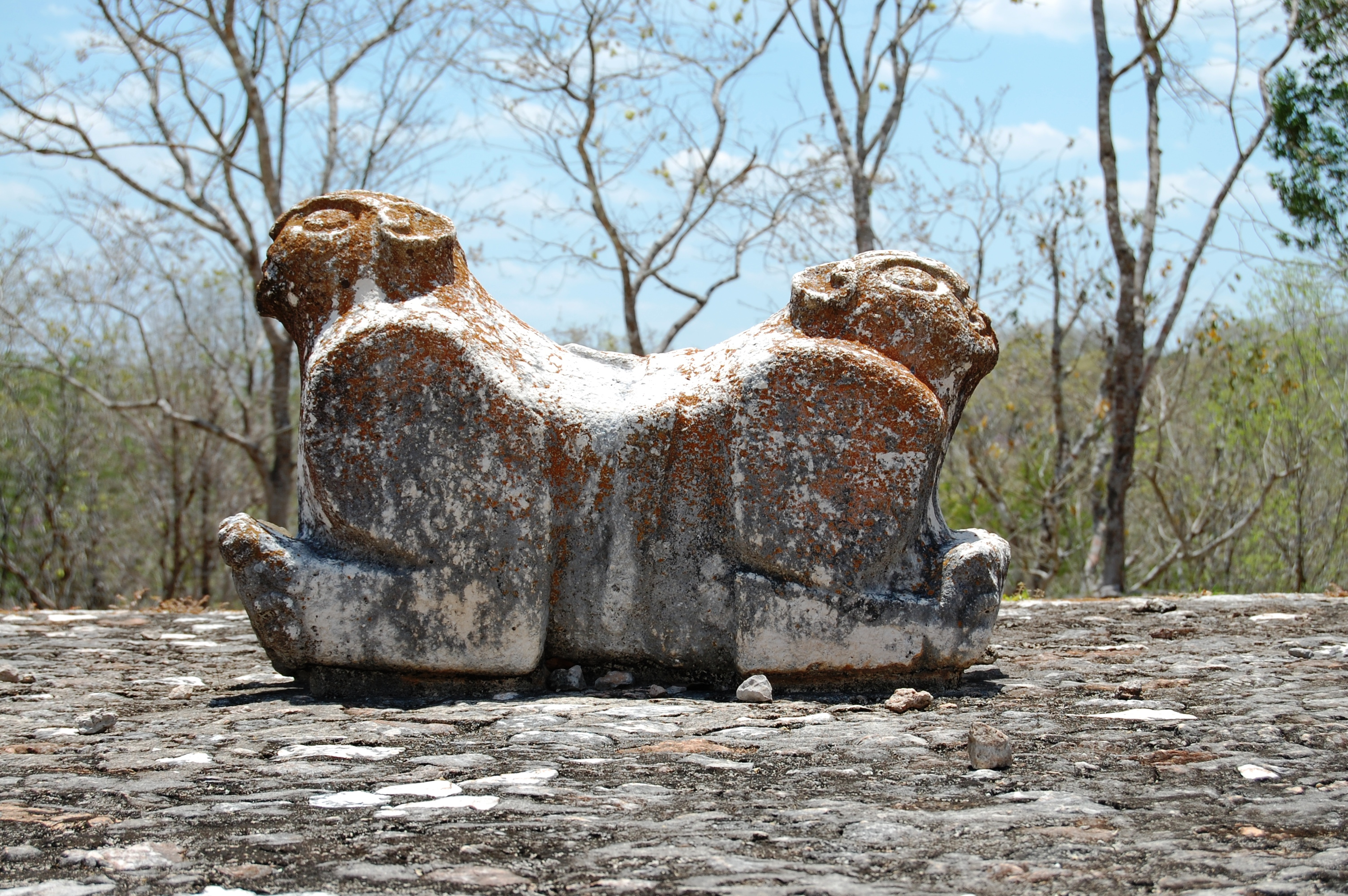
Piattaforma dei giaguari

La facciata principale, lunga complessivamente quasi 100 m, è riccamente decorata con disegni 
geometrici e con raffigurazioni della nascita del pianeta Venere. L'ingresso centrale è sormontato dall'effigie di un regnante seduto sul trono. La fascia superiore della facciata è composta una lunga fila di maschere del dio Chaac. Nell'ampio terrazzamento ai piedi della scalinata principale del palazzo si trova la "Piattaforma dei Giaguari", sulla quale è collocato un altare cerimoniale che rappresenta due giaguari uniti per il torace, con le due teste orientate rispettivamente a nord e a sud. Ai piedi della Piattaforma dei giaguari nasce il sacbé che collega Uxmal a Kabah.

### Casa delle tartarughe

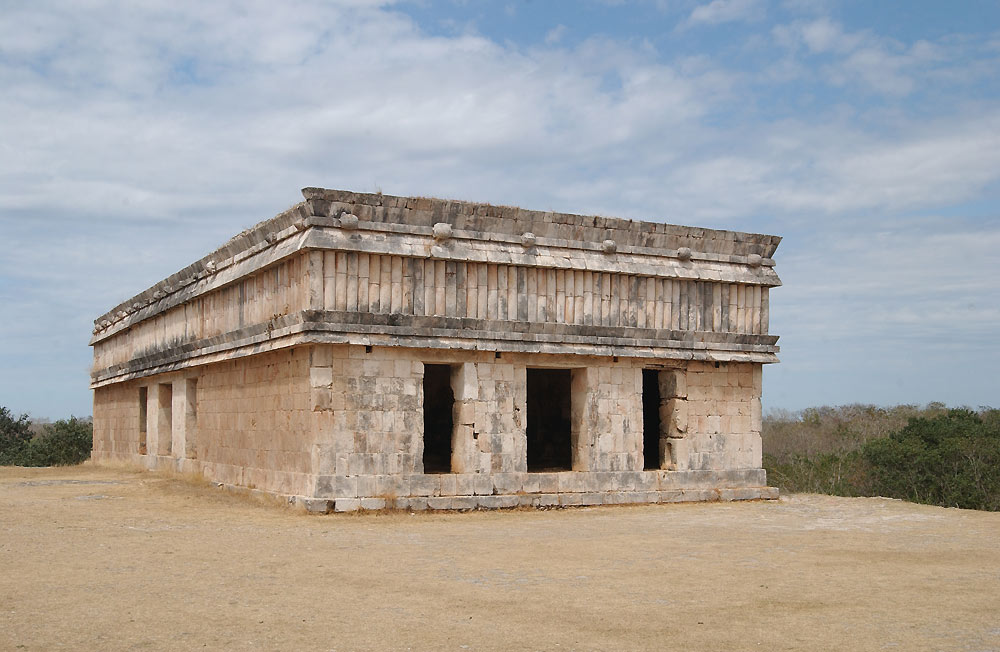
Casa delle tartarughe

La "Casa delle tartarughe" (Casa de las tortugas) è un piccolo edificio situato all'estremità nord-occidentale dell'ampio terrazzamento su cui si erge il Palazzo del Governatore. Lungo circa trenta metri e largo dieci, deve il suo nome alle tartarughe che ne decorano il cornicione superiore.
La tartaruga ha un importante significato simbolico nella cosmogonia maya, in quanto nutrice del dio del mais, origine della vita. I maya associavano inoltre la tartaruga al dio della pioggia Chaac.

### Gran Piramide

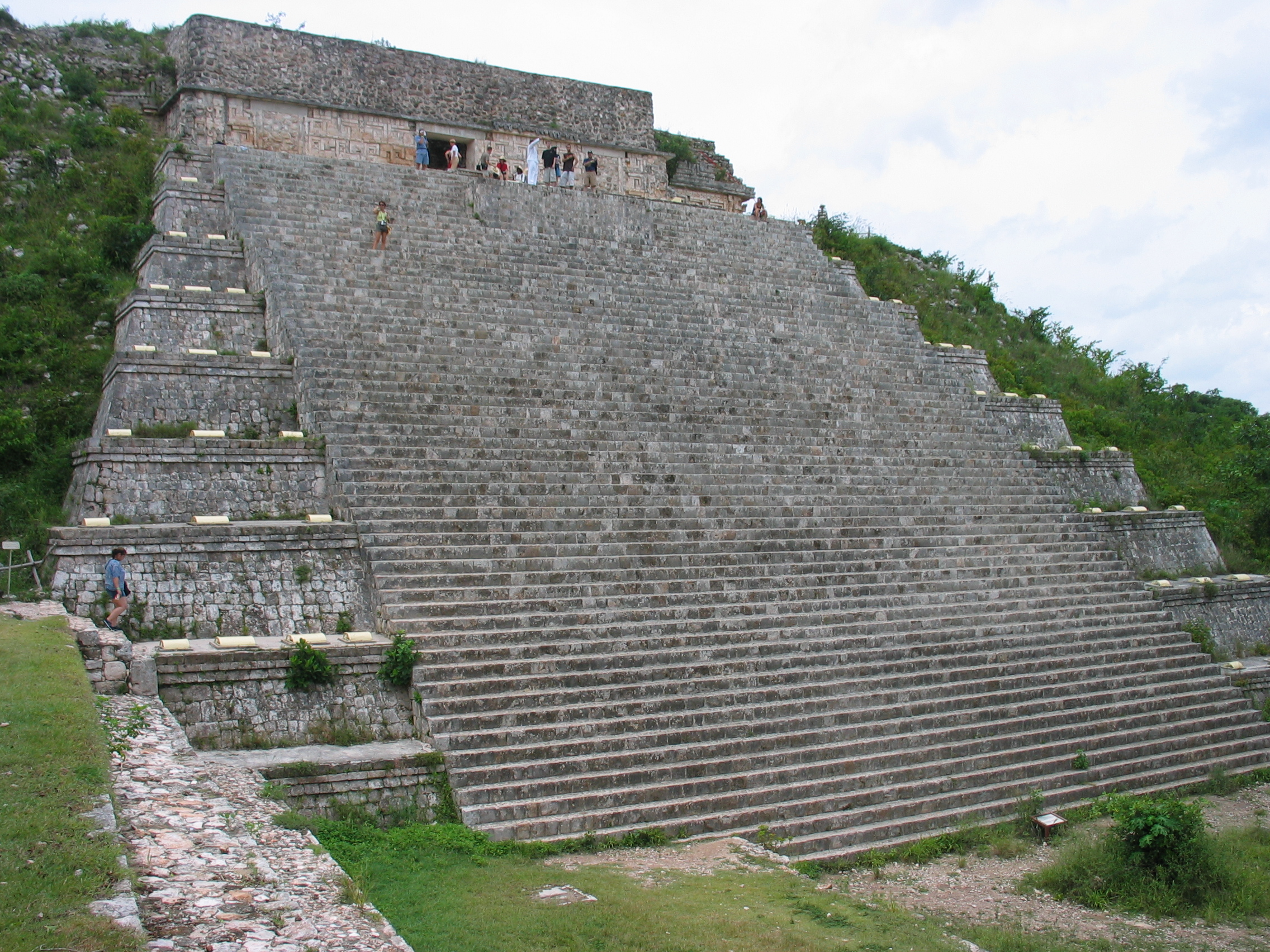
La Gran Piramide

La "Gran Piramide" (La Gran Pirámide) è un edificio alto 32 metri, che si erge sul fianco sud-orientale della piattaforma del Palazzo del Governatore. I lavori di scavo e restauro, iniziati nel 1972, hanno riportato alla luce solo la facciata nord dell'edificio. Consta di una grande scalinata articolata su nove livelli, alla sommità della quale si trova un tempio decorato l'immancabile maschera del dio Chaac, elementi geometrici e numerose raffigurazioni di pappagalli, animali associati al dio Sole. L'edificazione dell'ultimo livello risale al IX secolo d.C.

### La Colombaia

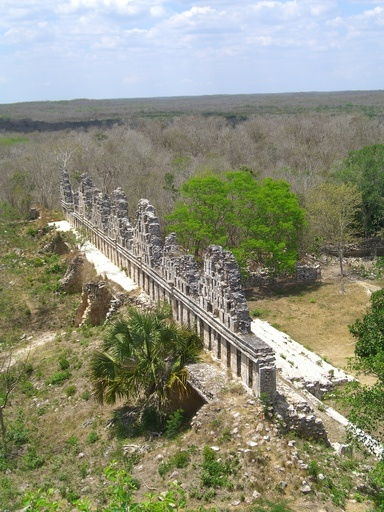
La Colombaia

La "Colombaia" (El Palomar) è una struttura in gran parte ancora sommersa dalla vegetazione che sorge ad ovest della Grande Piramide. Deve il suo nome al tetto a cresta della facciata sud, ornato con motivi geometrici, che ricorda le colombaie moresche delle case dell'Andalusia. L'edificio quadrangolare racchiude un patio di circa 140m².
Alle sue spalle si scorge la sommità di un altro complesso monumentale ancora non restaurato, noto come "Tempio del Sud".